# Prix du patrimoine culturel de l’UE/Concours Europa Nostra

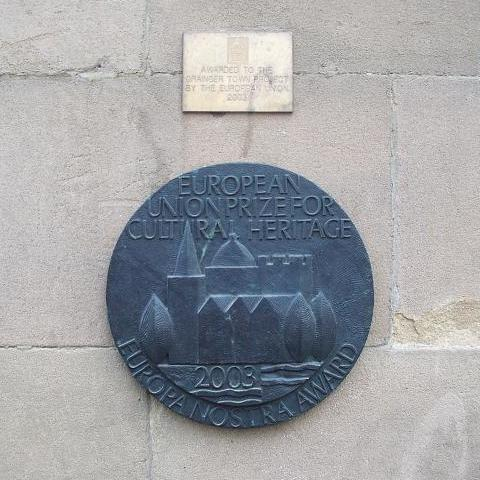
Plaque du prix, à Newcastle upon Tyne en Angleterre

Le prix du patrimoine culturel de l'UE/Concours Europa Nostra célèbre l'excellence dans le domaine de la conservation du patrimoine culturel, allant de la restauration de bâtiments et de leur adaptation à de nouveaux usages, à la réhabilitation de paysages urbains et ruraux, aux interprétations de sites archéologiques et à l'entretien de collections d'art. En outre, il met en évidence la recherche, la contribution à la conservation du patrimoine et les projets pédagogiques relatifs au patrimoine culturel. Les prix sont financés par la Commission européenne dans le cadre du programme Creative Europe et précédemment par le programme Culture . Europa Nostra est chargé d'organiser et de coordonner la sélection ainsi que la cérémonie de remise des prix qui reconnaissent et promeuvent les meilleures pratiques en matière de conservation du patrimoine au niveau européen.  Les prix comprennent les traditionnels médailles et diplômes d’Europa Nostra, qui ont été remis pour la première fois en 1978 , ainsi que le prix européen pour le Patrimoine Culturel / Concours Europa Nostra qui correspond à une récompense influente et monétaire supplémentaire ,. Les objectifs de ce programme de prix du Patrimoine sont de trois ordres : promouvoir des normes élevées dans la pratique de la conservation, stimuler les échanges transfrontaliers de connaissances et de compétences et encourager de nouvelles initiatives exemplaires dans le domaine du patrimoine culturel.

## Catégories
Depuis 2008, des réalisations exceptionnelles en Europe sont honorées chaque année dans les quatre catégories suivantes :
- Conservation
- Recherche et numérisation
- Contribution exemplaire par un individu ou une organisation
- Éducation, formation et sensibilisation

Ces réalisations exceptionnelles doivent concerner l'un des domaines suivants :
- Bâtiments ou groupes de bâtiments en milieu rural ou urbain
- Structures et sites industriels
- Paysages culturels : parcs et jardins historiques, aménagement paysager, ou zones d'importance culturelle, environnementale et / ou agricole
- Sites archéologiques, y compris l'archéologie sous-marine
- Œuvres d'art et collections : collections d'intérêt historique et artistique ou anciennes œuvres d'art.

De 2002 jusqu'en 2006 il y avait trois catégories de prix (le prix, la médaille et le diplôme). Chaque année, environ 30 lauréats sont récompensés et généralement 6 grand prix sont honorés. À partir de 2012, un prix du public a été introduit, permettant au grand public de choisir leur projet favori à travers un sondage en ligne.

## Liste des Lauréats
| Année | Catégorie                               | Projet                                                                                                | Lieu                            | Pays                    | Remarques                  |
| ----- | --------------------------------------- | --- | ------------------------------- | ----------------------- | -------------------------- |
| 2014  | Conservation                            | Bibliotheca Bardensis                                                                                 | Barth                           | Allemagne               |                            |
| 2014  | Conservation                            | Musée Horta                                                                                           | Bruxelles                       | Belgique                |                            |
| 2014  | Conservation                            | Centre de coopération: centre éducatif dans la zone tampon de Nicosie                                 | Nicosie                         | Chypre                  |                            |
| 2014  | Conservation                            | Programme des coopératives vinicoles                                                                  | Catalogne                       | Espagne                 |                            |
| 2014  | Conservation                            | Paysage historique des anciennes oliveraies de la Sénia                                               | El Sénia                        | Espagne                 |                            |
| 2014  | Conservation                            | Pont romain, porte du pont, tour de la Calahorra et environs                                          | Cordoue                         | Espagne                 |                            |
| 2014  | Conservation                            | Basilica Palladiana                                                                                   | Vicenza                         | Italie                  |                            |
| 2014  | Conservation                            | Teatro Sociale                                                                                        | Bergame                         | Italie                  |                            |
| 2014  | Conservation                            | Maisons Walser: préservation de l'architecture vernaculaire à Alagna Valsesia                         | Alagna Valsesia                 | Italie                  | Grand prix                 |
| 2014  | Conservation                            | Villa Hovelsrud                                                                                       | île d'Helgøya, Nes på Hedmarken | Norvège                 |                            |
| 2014  | Conservation                            | Route historique des lignes de Torres Vedras                                                          | Lisbonne                        | Portugal                |                            |
| 2014  | Conservation                            | Fresques du XVIIe siècle de l'église de Dragomirna                                                    | Suceava                         | Roumanie                | prix du public, grand prix |
| 2014  | Conservation                            | Abbotsford: la maison de Sir Walter Scott                                                             | Melrose                         | Royaume-Uni             |                            |
| 2014  | Conservation                            | Conservation - Salles d'agate à Pouchkine                                                             | Saint-Pétersbourg               | Russie                  |                            |
| 2014  | Conservation                            | Les bateaux Belle Époque du Lac Léman                                                                 | Lausanne                        | Suisse                  |                            |
| 2014  | Recherche                               | Van Dyck en Espagne                                                                                   | Madrid                          | Espagne                 |                            |
| 2014  | Recherche                               | Construction romaine voûtée                                                                           | Péloponnèse                     | Grèce                   |                            |
| 2014  | Recherche                               | Jardins du Château de Transylvanie                                                                    | Budapest                        | Hongrie                 |                            |
| 2014  | Recherche                               | Architecture sacrée du VIIe siècle dans le sud du Caucase                                             | Moscou                          | Russie                  |                            |
| 2014  | Contributions exceptionnelles           | Gustav Klimt Memorial Society                                                                         | Vienne                          | Autriche                |                            |
| 2014  | Contribution exceptionnelles            | Association « Kempens Landschap »                                                                     | Putte                           | Belgique                |                            |
| 2014  | Contribution exceptionnelles            | Iubilantes Association                                                                                | Côme                            | Italie                  |                            |
| 2014  | Éducation, formation et sensibilisation | Patrimoine culturel sans frontières - Chantiers régionaux de restauration                             | Tirana                          | Albanie                 |                            |
| 2014  | Éducation, formation et sensibilisation | Passage: From a Rusty City to a New Miskolc                                                           | Miskolc                         | Hongrie                 | Grand prix                 |
| 2014  | Éducation, formation et sensibilisation | Le dossier Coen                                                                                       | Hoorn                           | Pays-Bas                |                            |
| 2014  | Éducation, formation et sensibilisation | «Rencontres avec le patrimoine», programme radio                                                      | Lisbonne                        | Portugal                |                            |
| 2014  | Éducation, formation et sensibilisation | Shaping 24: mise en valeur du patrimoine de Norwich et de Gand                                        | Norwich et Gand                 | Royaume-Uni et Belgique |                            |
| 2013  | Conservation                            | Port des hydravions de Tallinn                                                                        | Tallinn                         | Estonie                 | Grand prix                 |
| 2013  | Conservation                            | La centrale thermique de Peenemünde                                                                   | Usedom                          | Allemagne               |                            |
| 2013  | Conservation                            | La maison de Taut                                                                                     | Berlin                          | Allemagne               |                            |
| 2013  | Conservation                            | Les Propylées de l'Acropole d'Athènes                                                                 | Athènes                         | Grèce                   | Prix du public             |
| 2013  | Conservation                            | Château Festetics                                                                                     | Alsóbogát                       | Hongrie                 |                            |
| 2013  | Conservation                            | La forêt de Saint-François                                                                            | Assise                          | Italie                  |                            |
| 2013  | Conservation                            | Ponts ferroviaires - Langstraat                                                                       | Drunen                          | Pays-Bas                |                            |
| 2013  | Conservation                            | Lycée Passos Manuel                                                                                   | Lisbonne                        | Portugal                |                            |
| 2013  | Conservation                            | Chalet de la comtesse d'Edla                                                                          | Sintra                          | Portugal                |                            |
| 2013  | Conservation                            | Art roman du Nord                                                                                     | Castille-et-León                | Espagne                 |                            |
| 2013  | Conservation                            | La fontaine des Lions                                                                                 | Grenade                         | Espagne                 |                            |
| 2013  | Conservation                            | Théâtre romain de Medellín                                                                            | Medellín                        | Espagne                 | Grand prix                 |
| 2013  | Conservation                            | Abadia Retuerta LeDomaine                                                                             | Sardón de Duero, Valladolid     | Espagne                 |                            |
| 2013  | Conservation                            | Gare de King's Cross                                                                                  | Londres                         | Royaume-Uni             |                            |
| 2013  | Conservation                            | Strawberry Hill                                                                                       | Twickenham                      | Royaume-Uni             | Grand prix                 |
| 2013  | Recherche                               | Restauration des machines exceptionnelles de la brasserie Wielemans Ceuppens                          | Bruxelles                       | Belgique                | Grand prix                 |
| 2013  | Recherche                               | Les cités ouvrières dans l'industrie textile européenne 1771-1914                                     | Łódź                            | Pologne                 |                            |
| 2013  | Recherche                               | Les greniers sur pilotis: l'art ancien de la construction en harmonie avec la nature                  | Castropol                       | Espagne                 |                            |
| 2013  | Recherche                               | La cité du Lignon (1963-1971). Étude architecturale et stratégies d'intervention)                     | Genève                          | Suisse                  |                            |
| 2013  | Contribution exceptionnelles            | Fondation du Patrimoine                                                                               | Paris                           | France                  |                            |
| 2013  | Contribution exceptionnelles            | Association pour la promotion de l'art et de la culture dans la partie orientale de l'Allemagne (VFK) | Berlin                          | Allemagne               |                            |
| 2013  | Contribution exceptionnelles            | ESMA- Comité pour la conservation des monuments de l'Acropole                                         | Athènes                         | Grèce                   |                            |
| 2013  | Contribution exceptionnelles            | Fondation Ricardo do Espírito Santo Silva (FRESS)                                                     | Lisbonne                        | Portugal                |                            |
| 2013  | Contribution exceptionnelles            | Martin Drury                                                                                          | Londres                         | Royaume-Uni             |                            |
| 2013  | Éducation, formation et sensibilisation | Programme éducatif du réseau des villes irlandaises fortifiées                                        | Kilkenny                        | Irlande                 |                            |
| 2013  | Éducation, formation et sensibilisation | Les plus beaux lieux d'Italie                                                                         | Milan                           | Italie                  |                            |
| 2013  | Éducation, formation et sensibilisation | Maisons en bois dans la vieille ville de Kuldīga                                                      | Kuldīga                         | Lettonie                |                            |
| 2013  | Éducation, formation et sensibilisation | Projet SOS Azulejo                                                                                    | Loures                          | Portugal                |                            |
| 2013  | Éducation, formation et sensibilisation | Les archives vivantes du Cabanyal                                                                     | Valence                         | Espagne                 |                            |
| 2013  | Éducation, formation et sensibilisation | Ligne de partage des eaux - Pennines du sud                                                           | Bradford                        | Royaume-Uni             |                            |